# Fegyó Béla
Fegyó Béla (Ráckeve, 1943. november 27. –) festő.

## Életútja
1970 és 1974 között a Magyar Képzőművészeti Főiskolán tanult, mesterei Veres Sándor és Patay László voltak. Dolgozott több évtizeden keresztül pedagógusként, majd képzőművészeti köröket is vezetett. Művei realista stílusú tájképek és életképek. Műterem-galériája van Ráckevén.

## Egyéni kiállítások
- 1972 • Árpád Múzeum, Ráckeve
- 1977 • Fáklya Klub, Budapest
- 1978-79 • Savoyai-kastély, Ráckeve
- 1980 • Budapesti Műszaki Egyetem Kollégium, Budapest
- 1981 • Nagy Balogh János Terem, Budapest
- 1982 • Árpád Múzeum, Gyál (kat.)
- 1983 • Börzsöny Múzeum
- 1985 • Népszabadság székház, Budapest
- 1987 • Diósy A. Terem, Budapest
- 1988 • Savoyai-kastély, Ráckeve (kat.)
- 1989 • Aba Novák Terem, Szolnok • Tanács Galéria, Budapest
- 1990 • Egry József Terem, Nagykanizsa
- 1991 • Bad Neuenahr (D)
- 1993 • Savoyai-kastély, Ráckeve
- 1998 • Gyál (kat.)

## Válogatott csoportos kiállítások
- 1975 • Eötvös Klub, Budapest
- 1980 • Mezőgazdasági Múzeum, Budapest
- 1985 • Mezőgazdasági Múzeum, Budapest
- 1997 • Városi Képtár, Ráckeve

## Művek közgyűjteményekben
Árpád Múzeum, Ráckeve • Városi Képtár, Ráckeve.

## Köztéri művei
- Pannó (Ráckeve, Korax Élelmiszergép Kft.)
- Táblakép (Kiskunlacháza, Mobiltrans), Gyáli pannó (Gyál, Polgármesteri Hivatal).